# Fortifications de Cusset
|
Les fortifications de Cusset sont des fortifications de la 2e moitié du XVe siècle en partie conservées et protégées au titre des monuments historiques, situées à Cusset, dans le département français de l'Allier.

## Localisation
Les fortifications sont situées dans le centre-ville de Cusset, seconde ville de l'agglomération de Vichy, dans le sud-est du département français de l'Allier.

## Historique
L'enceinte de Cusset est élevée, à la fin du règne de Louis XI, de 1476 à 1483, au cours des conflits avec la Bourgogne et le Bourbonnais, par Vauzy de Saint-Martin à la demande du roi.
À la suite du déplacement des frontières du royaume, Cusset perd son rôle stratégique et, dès 1674, les fortifications sont laissés en l'état. À partir de 1767, le fossé est comblé et les murailles servent de carrière.
L'édifice est inscrit au titre des monuments historiques en 1996.

## Description
Longue de plus d'un kilomètre et entourée d'un fossé en eau, l'enceinte est pourvue de quatre tours à canon et percée de quatre portes.
La tour Prisonnière est la seule à avoir conservée son intégrité. En calcaire et en basalte, cette tour, située au sud-ouest de la ville, est le dernier vestige encore debout des fortifications. Elle servit de prison à partir du XVIe siècle, et ce jusqu’aux années 1960. Elle accueille le musée depuis 1980. La tour est haute de 18 m et large de 23 m ; des ouvertures pour le tir sont pratiquées à travers la muraille, dont l'épaisseur atteint 9 m, à raison de trois ouvertures pour chacun des trois niveaux de la tour. La partie semi-circulaire de l'édifice présente un parement en bossage en damier de grès blanc et de basalte noir.
Les vestiges des fortifications de Cusset comprennent :
- le musée de la Tour Prisonnière, rue des Fossés-de-la-Tour-Prisonnière ;
- les portes de Doyat (place du Centenaire-de-la-République) et Saint-Antoine (place de la République) : anciennes portes d'accès des fortifications ; démolies, leurs galeries de rez-de-chaussée sont aujourd'hui souterraines.